# Dodi
Douglas Moreira Fagundes (Santo Antônio do Sudoeste, Brasil; 17 de abril de 1996), conocido como Dodi, es un futbolista brasileño. Juega de centrocampista y su equipo actual es el Grêmio de la Serie A.

## Trayectoria
Dodi entró a las inferiores del Grêmio a los 11 años en 2008. Tras dejar el club en 2013, continuó su formación en el Criciúma, club que lo promovió al primer equipo en 2014.
Debutó en la Serie A en noviembre de 2014 ante el Flamengo, el Criciúma descendería ese año y Dodi continuó su carrera en la Serie B.
En abril de 2018, Dodi regresó a la Serie A esta vez cedido al Fluminense. El Flu fichó al centrocampista al año siguiente, y bajo la dirección de Odair Hellmann se ganó un lugar en la titularidad.
En febrero de 2021, Dodi firmó en el Kashiwa Reysol de la J1 League de Japón.
Regresó a Brasil en diciembre de 2022 fichando en el Santos.
Tras el descenso del Santos en diciembre de 2023, Dodi fichó en el Grêmio por tres años.

## Estadísticas
Actualizado al último partido disputado el 3 de abril de 2024.
| Club                 | Div.          | Temporada     | Liga  | Liga  | Estatal | Estatal | Copas nacionales | Copas nacionales | Copas internacionales | Copas internacionales | Total | Total |
| Club                 | Div.          | Temporada     | Part. | Goles | Part.   | Goles   | Part.            | Goles            | Part.                 | Goles                 | Part. | Goles |
| -------------------- | ------------- | ------------- | ----- | ----- | ------- | ------- | ---------------- | ---------------- | --------------------- | --------------------- | ----- | ----- |
| Criciúma · Brasil    | 1.ª           | 2014          | 3     | 0     | 0       | 0       | 0                | 0                | —                     | —                     | 3     | 0     |
| Criciúma · Brasil    | 2.ª           | 2015          | 16    | 1     | 7       | 0       | 1                | 0                | —                     | —                     | 24    | 1     |
| Criciúma · Brasil    | 2.ª           | 2016          | 32    | 2     | 19      | 1       | 2                | 0                | —                     | —                     | 53    | 3     |
| Criciúma · Brasil    | 2.ª           | 2017          | 28    | 2     | 16      | 1       | 4                | 1                | —                     | —                     | 48    | 4     |
| Criciúma · Brasil    | 2.ª           | 2018          | 1     | 0     | 15      | 1       | 2                | 0                | —                     | —                     | 18    | 1     |
| Criciúma · Brasil    | Total club    | Total club    | 80    | 5     | 57      | 3       | 9                | 1                | 0                     | 0                     | 146   | 9     |
| Fluminense · Brasil  | 1.ª           | 2018          | 17    | 0     | —       | —       | —                | —                | 1                     | 0                     | 18    | 0     |
| Fluminense · Brasil  | 1.ª           | 2019          | 9     | 0     | 8       | 1       | 3                | 0                | 2                     | 0                     | 22    | 1     |
| Fluminense · Brasil  | 1.ª           | 2020          | 19    | 1     | 10      | 0       | 3                | 0                | 0                     | 0                     | 32    | 1     |
| Fluminense · Brasil  | Total club    | Total club    | 45    | 1     | 18      | 1       | 6                | 0                | 3                     | 0                     | 72    | 2     |
| Kashiwa Reysol Japón | 1.ª           | 2021          | 16    | 0     | —       | —       | 5                | 0                | —                     | —                     | 21    | 0     |
| Kashiwa Reysol Japón | 1.ª           | 2022          | 29    | 1     | —       | —       | 8                | 0                | —                     | —                     | 37    | 1     |
| Kashiwa Reysol Japón | Total club    | Total club    | 45    | 1     | 0       | 0       | 13               | 0                | 0                     | 0                     | 58    | 1     |
| Santos · Brasil      | 1.ª           | 2023          | 28    | 0     | 11      | 0       | 6                | 0                | 4                     | 0                     | 49    | 0     |
| Santos · Brasil      | Total club    | Total club    | 28    | 0     | 11      | 0       | 6                | 0                | 4                     | 0                     | 49    | 0     |
| Grêmio · Brasil      | 1.ª           | 2024          | 0     | 0     | 13      | 0       | —                | —                | 1                     | 0                     | 14    | 0     |
| Grêmio · Brasil      | Total club    | Total club    | 0     | 0     | 13      | 0       | 0                | 0                | 1                     | 0                     | 14    | 0     |
| Total carrera        | Total carrera | Total carrera | 198   | 7     | 99      | 4       | 34               | 1                | 8                     | 0                     | 339   | 12    |